# Ансари, Хушанг
Хушанг Ансари (перс. هوشنگ انصاری‎; род. 1927, Ахваз) — дипломат ирано-американского происхождения, бизнесмен, филантроп. Проработал 18 лет в правительстве Ирана до иранской революции, в том числе в качестве министра экономики и финансов и посла Ирана в США с 1967 по 1969 год. Являлся председателем (директором) компаний как в Иране, так и в Соединенных Штатах.

## Биография
Родившийся в 1927 году в Ахвазе, в иранской провинции Хузестан, Ансари сначала работал фотографом в газетах и журналах в Ахвазе, Тегеране и Англии, а затем переехал в Японию в 1954 году. Там он встретил Аббаса Арама, посла Ирана в Японии, который вскоре привлек к нему внимание шаха Мохаммада Резы Пехлеви . Шах попросил Ансари вернуться в Иран и назначил его на несколько государственных должностей, начиная с 1961 года, включая заместителя министра торговли, посла во многих африканских странах и в Пакистане и министра информации.
В 1964 году он женился на Мариам Панахи, подруге посла Аббаса Арама, у которой было много высокопоставленных знакомых в правительствах США и Ирана. Он был послом в США до июля 1969 года. Затем он был назначен министром экономики и финансов . Его достижения за это время включали помощь шаху в предоставлении помощи и грантов на миллионы долларов другим странам и подписание соглашения с госсекретарем США Генри Киссинджером о строительстве восьми атомных электростанций в Иране.
К 1970-м годам ЦРУ считало Ансари одним из семнадцати членов «ближнего круга шаха», и он был одним из двух главных кандидатов шаха на смену Амиру Аббасу Ховейде на посту премьер-министра . В конечном итоге это назначение досталось Джамшиду Амузегару, а Ансари стал лидером конструктивистского крыла партии Растахиз, противостоявшего прогрессивному крылу Амузегара. Некоторые сторонники Ансари задним числом сочли назначение Амузегара плохим решением. Даже его теперь уже бывшая жена Марьям Панахи, с которой его брак, по словам историка Аббаса Милани, «пришел к горькому концу», сказал, что «неназначение Хушана было одной из двух самых больших ошибок шаха, приведших к революции». В ноябре 1977 года Ансари стал директором Национальной иранской нефтяной компании, но через год ушел в отставку и переехал в США, сославшись на проблемы со здоровьем.

## Бизнес и благотворительность
Во время своего пребывания в иранском правительстве Ансари также сделал успешную карьеру в бизнесе. Он был директором нестабильной компании под названием «Фахре Иран», которую он сделал прибыльной и продал правительству. Ансари прибыл в США очень богатым человеком и стал гражданином США в 1986 году . Поселившись в Соединенных Штатах, Ансари основал Parman Group, холдинговую компанию для индустрии отдыха, текстиля, международной торговли и недвижимости, в которую входила IRI International — компания, производящая нефтепромысловое оборудование. IRI International была продана компании National Oilwell Varco в 2005 г. Ансари был председателем правления Stewart & Stevenson LLC , пока компания не была куплена Kirby Corp в сентябре 2018 года.
В последние годы Ансари и Парман оказались под пристальным вниманием Центрального банка Кюрасао и Синт-Мартена (CBCS) в связи с финансовыми хищениями в отношении страховой компании, работающей на голландских карибских островах Аруба, Кюрасао и Синт-Мартен. CBCS заявила, что при акционере Parman International BV, в котором Ансари является мажоритарным акционером, ENNIA Caribe Holding и ENNIA Caribe Investments присвоили 1,5 миллиарда антильских гульденов (примерно 838 миллионов долларов) у страховых компаний ENNIA. Эти страховые компании работают на островах Кюрасао и Синт-Мартен и поэтому попадают под надзор CBCS. По данным CBCS, присвоение произошло за счет того, что страховые компании инвестировали в акции другой дочерней компании Parman, Stewart & Stevenson Inc. Когда эти акции были проданы в 2017 году, хотя страховые компании владели 74 % акций и должны были получить 558,7 млн долларов, они получили только 282,2 млн долларов и, таким образом, потеряли примерно 273 млн долларов. В ходе другой сделки земля в заливе Маллет (Синт-Мартен) была зарегистрирована страховой компанией за 771 миллион гульденов (чуть менее 431 миллиона долларов), хотя, по данным Cushman & Wakefield, одного из крупнейших оценщиков в мире, стоимость всего 89 миллионов гульденов (49 миллионов долларов). В августе 2018 года, после провала переговоров между CBCS и ENNIA и основным акционером Хусангом Ансари, Ансари дал указание вывести 100 миллионов долларов в виде денег страхователей из ENNIA. После того, как CBCS ввела в ENNIA чрезвычайную меру, 100 миллионов долларов были возвращены ENNIA. Однако CBCS отмечает, что 50 миллионов долларов поступили с частного счета Ансари. 29 января 2019 года суд США по делам о банкротстве объявил, что CBCS имеет право на счета, поскольку на основании чрезвычайной меры именно CBCS, а не Parman, фактически управляет ENNIA. Счета были заморожены, потому что Parman и ее основной акционер Ансари не хотели подтверждать, что CBCS имеет право на счета. По данным CBCS, процедуры Пармана и Ансари задерживают процесс реструктуризации ENNIA, что увеличивает риск ее страхователей.
Ансари — преданный республиканец, бывший друг и деловой партнер Генри Киссинджера, Александра Хейга и Джеймса Бейкера, работал в Национальном финансовом комитете президентской кампании Буша — Чейни в 2004 году и является попечителем Президентского центра Джорджа Буша-младшего. В 2015 году Ансари и его жена пожертвовали 2 миллиона долларов Super PAC, поддерживающему кандидатуру Джеба Буша в президенты. Он пожертвовал 2 миллиона долларов на инаугурацию Дональда Трампа.
Он участвовал в создании нескольких медицинских и образовательных учреждений, таких как Университет Святого Мартина и Институт Джеймса Бейкера. В феврале 2014 года Ансари поддержал выставку «Тысяча лет персидской книги» в Библиотеке Конгресса.
Ансари и его жена Шахла живут в Хьюстоне, штат Техас. У него двое детей, Нина и Надер, и является братом Сайрус А. Ансари.

## Награды и отличия
- Ансари является лауреатом Почетной медали острова Эллис (2003 г.)[24] и премии Вудро Вильсона .
- Медицинский колледж Вейла Корнелла Корнельского университета основал Центр терапии стволовыми клетками Ансари в 2004 году в честь гранта Ансари и его жены Шахлы.[25]
- Программа Ansary Outreach Американской академии дипломатии представляла собой двухлетнюю серию дискуссий, лекций и семинаров о внешней политике США, которая началась в 2004 году.[26]
- Галерея американской истории Ансари в Президентской библиотеке Джорджа Буша была названа в его честь в 2004[27] .
- Премия Джеймса А. Бейкера III за выдающиеся достижения в области лидерства (2013 г.)[28]